# Storm (musikgrupp)
Storm (tidigare Raskrig) var en svensk musikgrupp från Nödinge-Nol som sjöng och spelade vit makt-musik. 

## Historik
Bandet bildades 1992. Texterna i många av Storms låtar försöker uppmana folk till uppror mot Sveriges regering, bland annat genom låtar som "Vi vet ditt namn", "Levande historia" och "Upprop Sverige". Texterna ansluter dessutom till de nynazistiska tankegångarna om en judisk världskonspiration "Zog" (Zionist Occupation Government) och nynazisktiska valspråk som "14 ord". 
Bandet hette från början Raskrig men 1993 bytte man namn till Storm.

## Medlemmar
- Kenneth - Sång
- Daniel - Gitarr
- Tobbe - Bas
- Michael - Trummor
- Kurt - Trummor
- Dino - Trummor
- Sebastian ”Sebb” Petersson - Trummor

## Diskografi
- 1994 - Hell seger (Ragnarock Records, RRCD012).[1]
- 1998 - Is it too Late? (Svea Musik, Svea 008).[2]
- 1999 - For Blood and Honour (Moin Moin Records, MoinMoin Records 002).[3]
- 2001 - Levande historia (Midgård Records, MIDCD 025).[4]
- 2004 - Terror State (Midgård Records, MIDCD 034).[5]
- 2007 - Frihetens första dag (Midgård Records, MIDCD 041).[6]

### Samlingsalbum
- 1995 - Freikorps/Storm (Svea Musik, Svea 005). Tillsammans med musikgruppen Freikorps.[7]
- 1998 - European Guard (Svea Musik, Svea 014). Tillsammans med musikgruppen Spreegeschwader.[8]
- 2002 - Sweden Awake (Wotan Records, WR44). Tillsammans med musikgruppen Heysel.[9]

### Singlar
- 2002 - Rock för vita (Midgård Records, MIDCD 35).[10]
- 2010 - White Skinhead Warrior (Midgård Records, WP WW 04).[11]